# Přírodní park Manětínská
Přírodní park Manětínská je přírodní park nacházející se mezi městem Manětín a vesnicí Úněšov v okrese Plzeň-sever. Přírodní park byl vyhlášen jako klidové území vyhláškou ONV Plzeň-sever v roce 1978. Park se rozkládá na 8832,5 hektarech v Manětínské vrchovině, v nadmořské výšce mezi 500 až 650 metry, a prochází jím několik turistických tras a cyklotras. Nejvyššími body jsou s výškou 658 metrů vrcholy Lom, Velká mýť na východní straně a 677 metrů vysoký vrch Lišák na západní straně parku. Uvnitř parku se nacházejí obce Hrad Nečtiny, Nové Městečko, Plachtín, Lipí, Radějov, Spankov, Jedvaniny, Čbán, tábořiště Melchiorova Huť a hájovny Kostelík a Libenov. Významná je též lokalita Dlouhá louka, jež sloužila jako cílová a dopadová plocha v době, kdy území parku bylo využíváno jako vojenský výcvikový prostor. Většinu území parku pokrývá souvislý lesní komplex s lokalitami původních druhů dřevin, hodnotné je též bylinné patro. Součástí přírodního parku je i přírodní rezervace Hůrky.

## Galerie

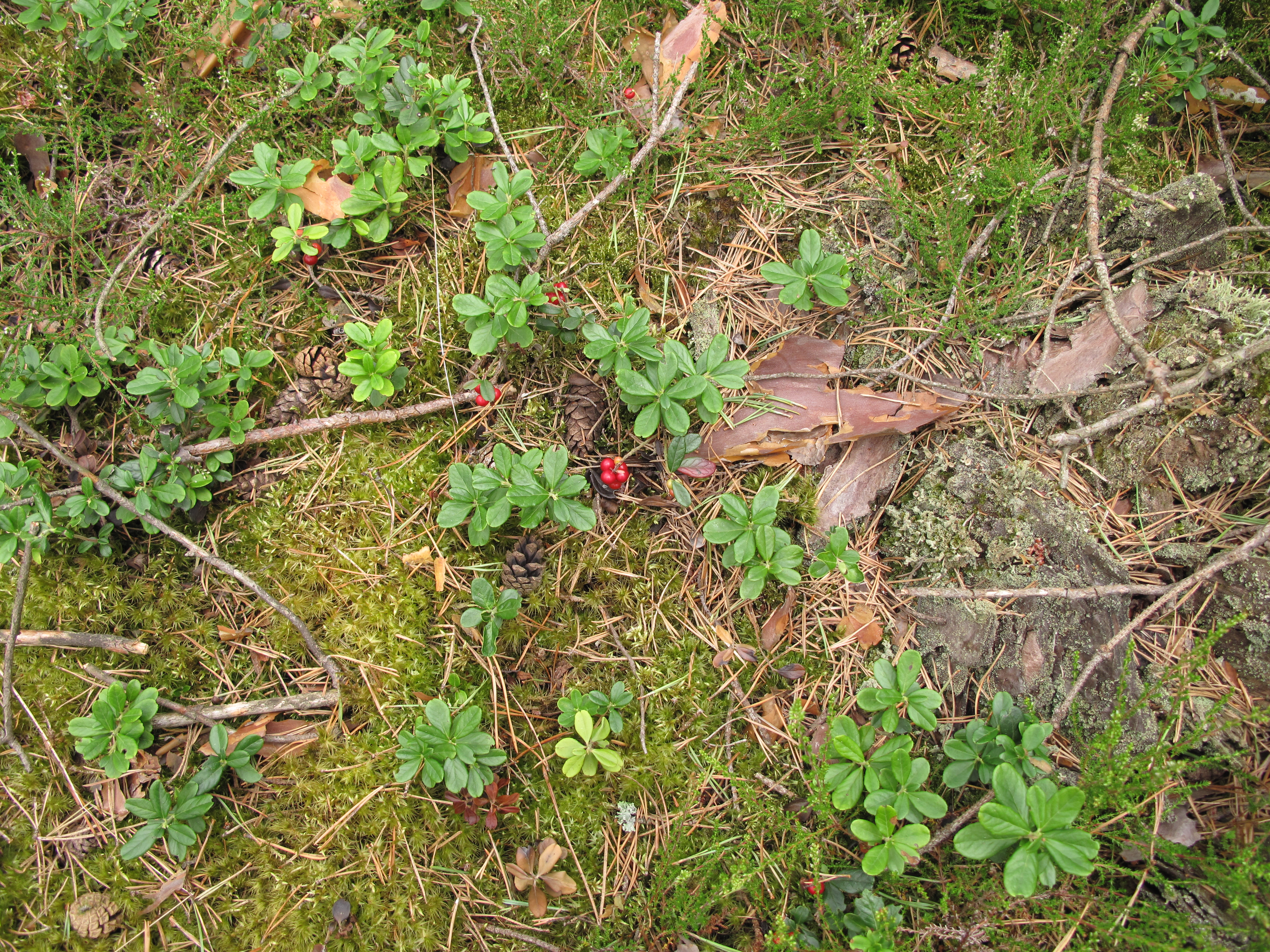
Brusinky
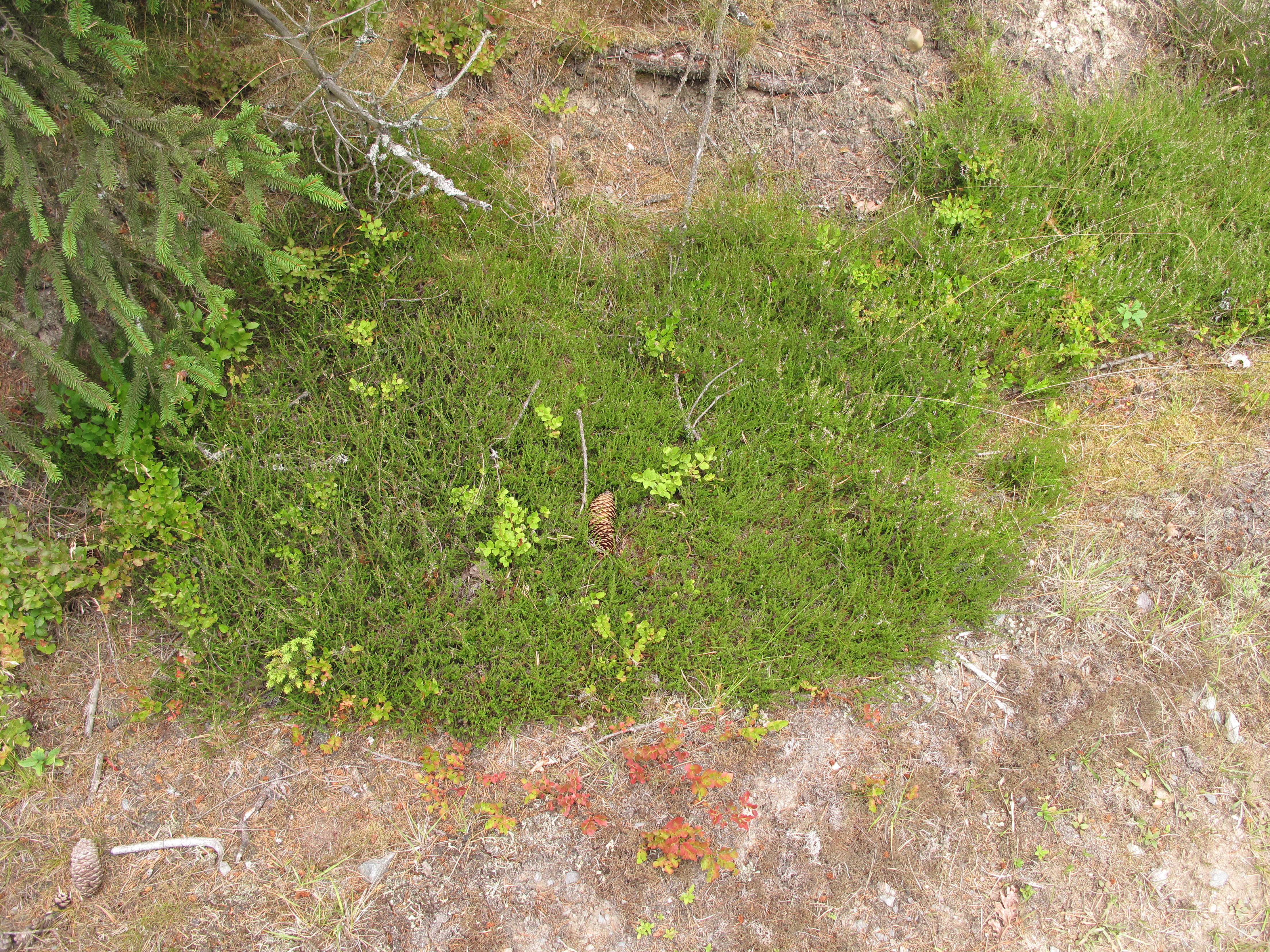
Vřes
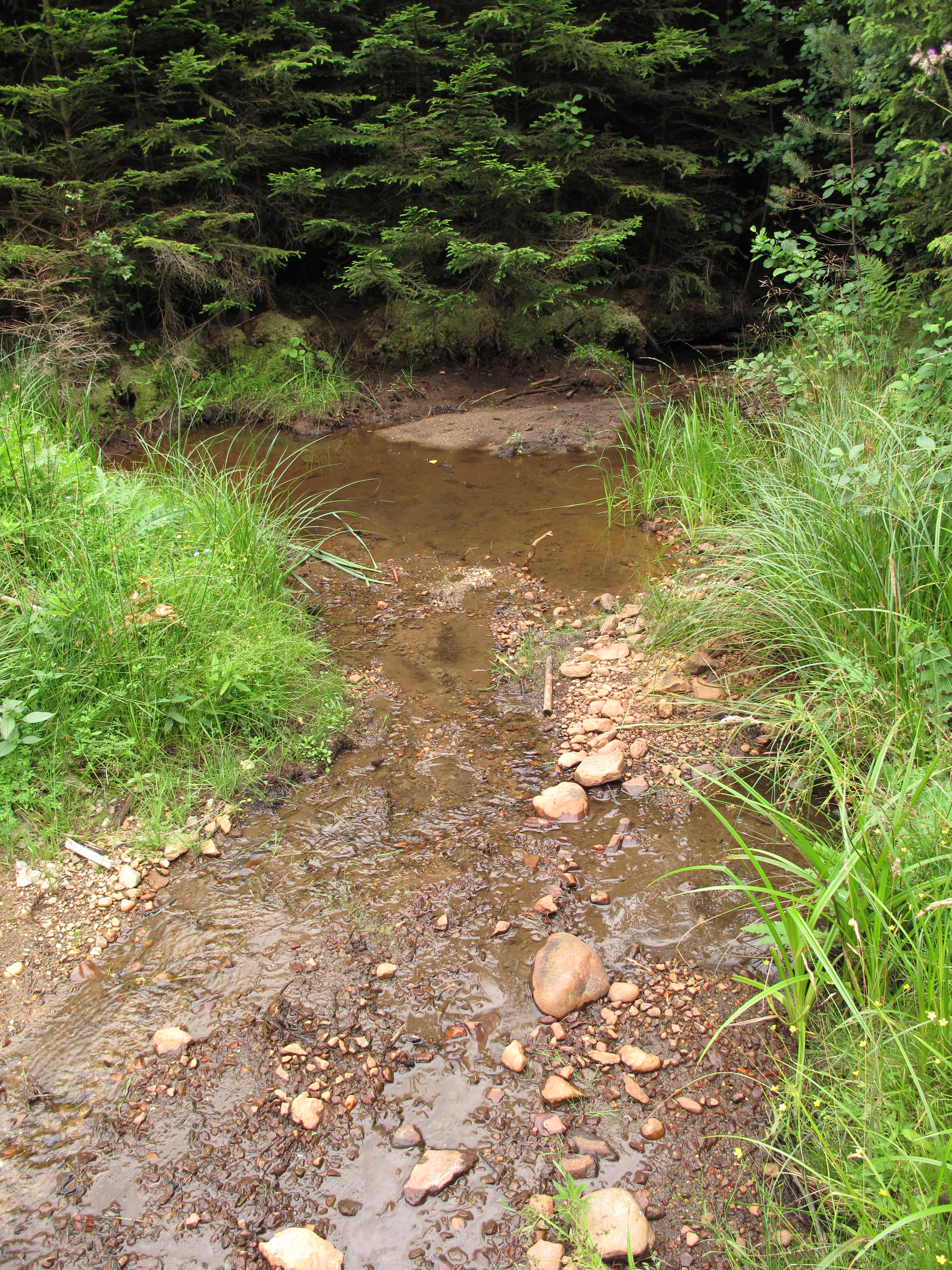
Zlatý potok
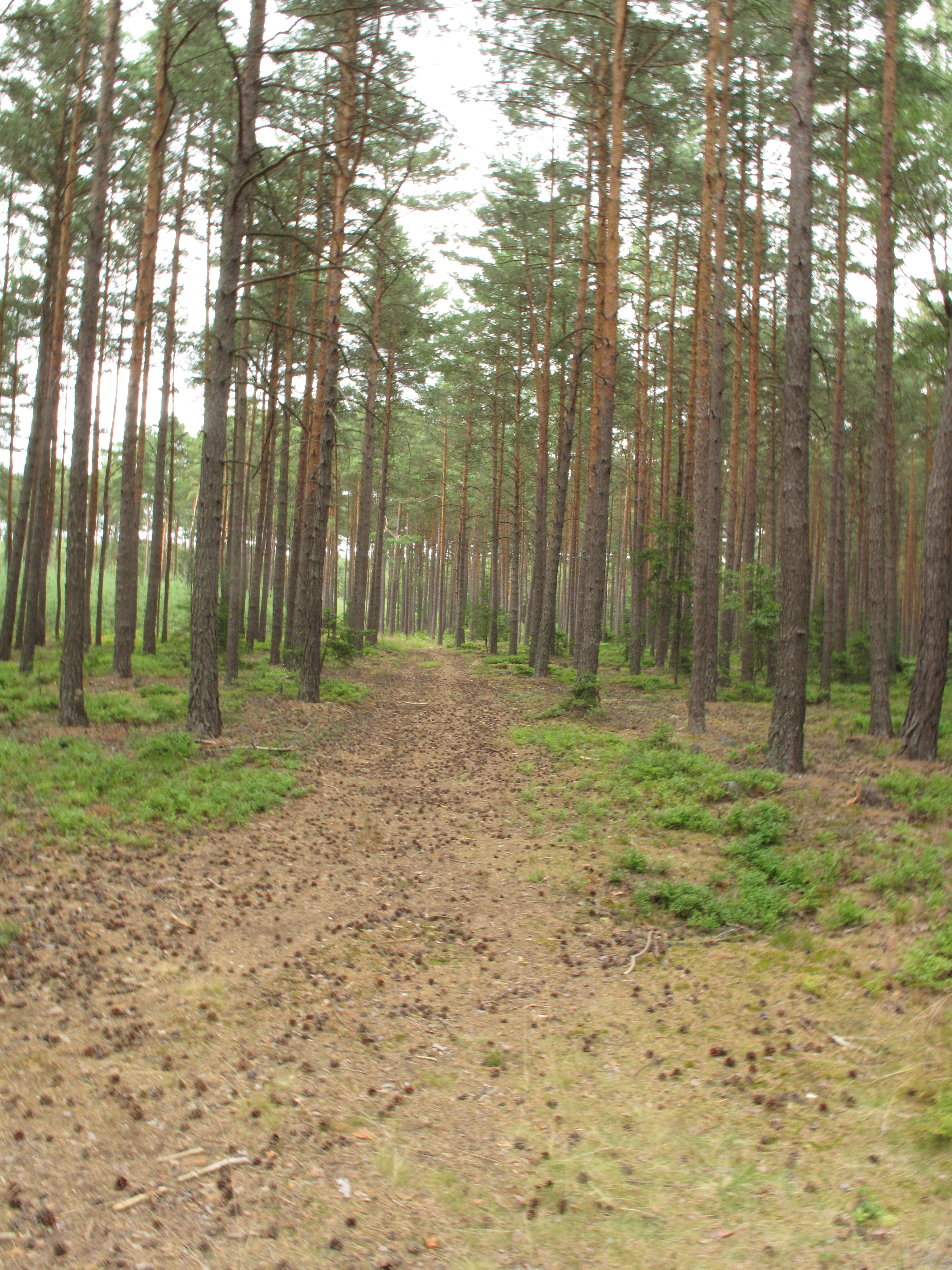
Cesta borem
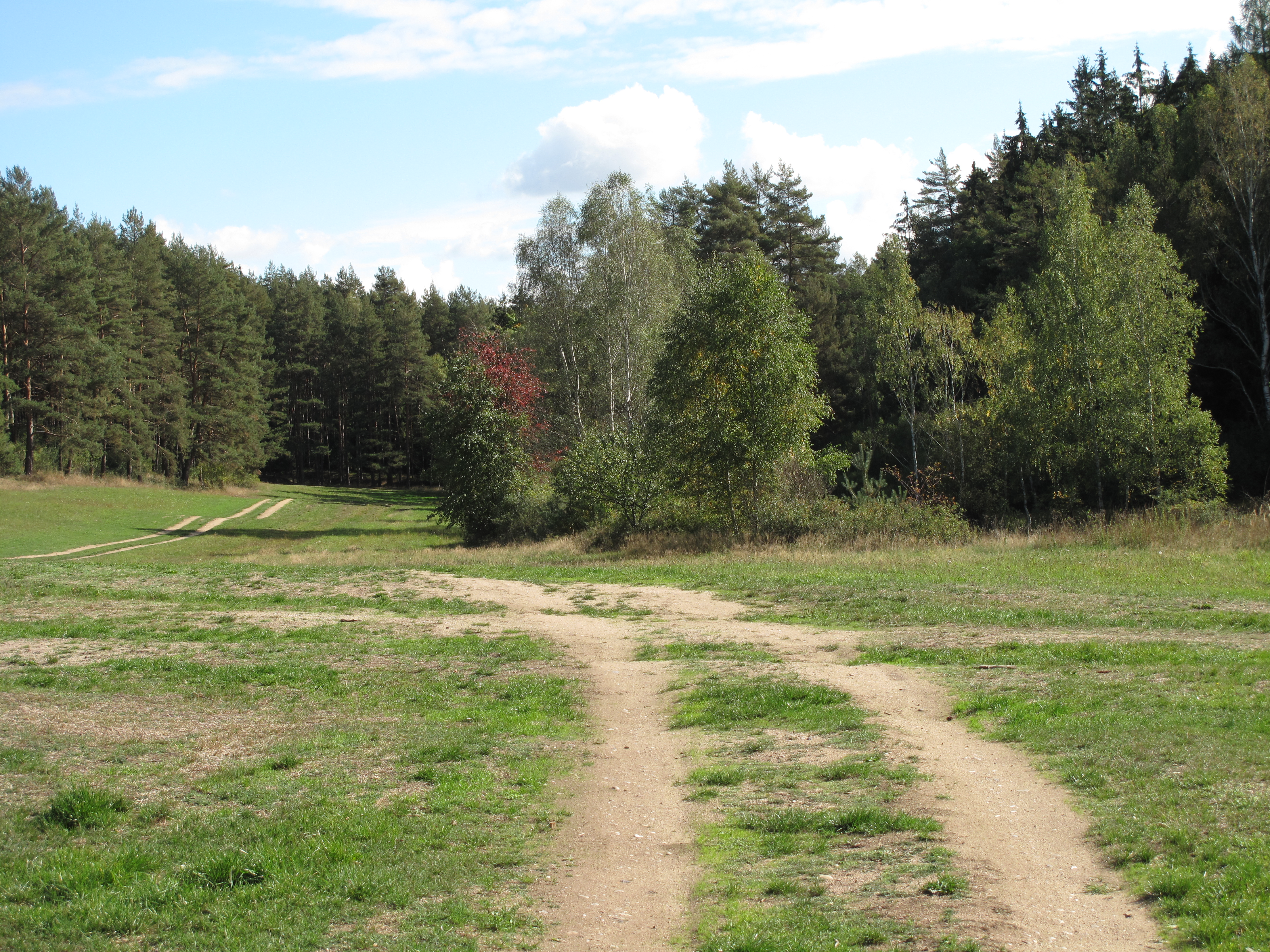
Cesta